# Pansionata Ólguinka
Pansionata Ólguinka - Пансионата «Ольгинка» (rus) és un possiólok del krai de Krasnodar, a Rússia. Es troba als vessants meridionals de l'extrem oest del Caucas occidental, a la vora nord-oriental de la mar Negra. És a 20 km al nord-oest de Tuapsé i a 93 km al sud de Krasnodar.
Pertany al possiólok de Novomikhàilovski.